# Ruílhe
Ruílhe é uma povoação portuguesa sede da Freguesia de Ruílhe do Município de Braga, freguesia com 2,2 km² de área e 1110 habitantes (censo de 2021), tendo, por isso, uma densidade populacional de 504,5 hab./km².

## Demografia
A população registada nos censos foi:
| Ano  | 0-14 Anos | 15-24 Anos | 25-64 Anos | > 65 Anos |
| 2001 | 285       | 224        | 587        | 210       |
| 2011 | 192       | 141        | 602        | 207       |
| 2021 | 152       | 134        | 595        | 229       |

## Localização e acessibilidades
A freguesia está situada a SW de Braga, fazendo fronteira com as freguesias de Cunha (N), Tadim (NE/E), Priscos (SE), Tebosa (S) e Arentim (W/SW). É atravessada pela EM 562, que no sentido NE/W-SW faz a ligação a Nine/Viatodos (para W/W-SW) onde encontra a EN 204 (Vila Nova de Famalicão/Barcelinhos) ao Km 7, e a Tadim (para N/NE), onde encontra a EN 103-2 (Ronfe/Sequeira) ao Km 18.
Para norte, seguindo a EM 562 e a EN 103-2, encontra-se a 6 Km de Sequeira (EN103) e a 8 Km do nó de Martim (A3 e A11).
Para este, seguindo a EM 562 e a EN103, encontra-se a EN14 (Km 40)  a 2,5 Km da entrada na cidade de Braga.
Para sul, está a 2,5 Km da EN 14 (Porto/Braga) que encontra ao Km 34 (a 8 km de Braga), e a 6 Km da A3 (nó da Cruz). 
A freguesia de Ruílhe é, também, servida pela ferrovia (ramal de Braga), ficando a estação de braga a 11 minutos e a de Porto- campanhã a 54 minutos numa ligaçao suburbana normal.

## História

### Idade Média
A primeira referência documental à freguesia de Ruílhe encontra-se na Inquirições Afonsinas (D.Afonso II) de 1258, sob a denominação de Sancto Pelágio de Ruílli (São Paio de Ruílhe)

### Idade Moderna
Nas "Memórias Paroquiais" (1722/1832) também se encontra uma referência a Ruílhe no Tomo 32 do "Diccionário Geográfico de Portugal", surgindo aí como pertencente ao município e distrito judicial de Guimarães. Antes disso pertenceu ao município de Barcelos. A partir da reforma administrativa de 1826/1870 passou definitivamente para o município de Braga.
Existe uma história, mais ou menos documentada, mas ainda pouco explorada, segundo a qual desde a Idade Média, mais concretamente desde o reinado de D. Afonso III, os habitantes de Ruílhe teriam sido incumbidos, sob forma de condenação e  castigo, a varrer as ruas da cidade de Guimarães um dia por ano numa dada data festiva dessa cidade. Reza a história que os visado teria sido o município de Barcelos que depois teria nomeado os habitantes de Ruílhe (mas também de Cunha) para a execução dessa tarefa.É referido também que teria sido D. Afonso V a libertar os ruilhenses dessa tarefa/castigo, mas a história carece de fundamentação e fontes fidedignas.

### Idade Contemporânea

#### Séculos XIX e XX
Sem despeito para com outros indivíduos e realizações importantes na e para a freguesia (como veremos adiante), o século XX em Ruílhe ficará para sempre marcado por um homem, o Padre David de Oliveira Martins, e pela instituição que fundou e desenvolveu desde o momento em que se instalou como pároco da freguesia, e até à data da sua morte, o Centro Social Padre David de Oliveira Martins- CSPDOM.Além da referida instituição, o Padre David criou igualmente um bairro social com 40 habitações, iniciado na década de 50  e um grande edificio, com 4 pisos, no alto do Bairro, que é ocupado, desde 1982, por um destacamento da GNR de Braga, tendo funcionado antes disso como sede de escuteiros e escola primária. Foi também ele o responsável pela construção da nova e actual Igreja de Ruílhe.
Uma outra grande instituição localizada em Ruílhe é o Externato Infante D. Henrique, fundada pelo ruilhense Domingos Armindo Neves Gonçalves, um estabelecimento de ensino que teve a sua origem na antiga Tele-Escola, criada em 1977 no edifício que hoje alberga a Junta de Freguesia. O EIDH passou, depois, a funcionar à luz do regime de subsidiariedade como estabelecimento de ensino privado da rede pública do Ministério de Educação, ou seja, uma escola aberta a todos e sem proprinas adicionais por ser privada. Esta escola serve várias freguesias limítrofes contando com cerca de 1200 alunos de todos os níveis de ensino (5º a 12º anos). Atualmente é gerida pela cooperativa Alfacoop-Cooperativa de Ensino CRL, tendo como nome Colégio Alfacoop. 
Em 1978 Ruílhe viu nascer aquela que foi, até aos dias de hoje a maior associação cultural e desportiva da freguesia, a Associação Cultural Recreativa e Desportiva de Ruílhe, entretanto extinta no ano de 2003. Enquanto existiu, principalmente nos primeiros 15/20 anos, a ACRDR manteve uma equipa de futebol a competir nos escalões distritais de braga tendo chegado aquela que é hoje a 1ª divisão distrital, nos seus melhores anos. Também organizou o Grande prémio de atletismo de Ruílhe durante cerca de 20 anos, uma corrida para todos os escalões e que  no seu auge chegou a mobilizar mais de 1000 participantes. Deu, ainda, corpo a um rancho folclórico que existiu durante a vigência da Associação tendo sobrevivido, ainda, durante vários anos depois de extinção da associação.

#### Século XXI
O século XXI de Ruílhe está marcado por uma iniciativa de um grupo de jovens que criando uma associação cultural que têm, como principal iniciativa, além de outras realizações com menor alcance mediático, a organização de um festival de música rock que se realiza no Verão e que vai já para a sua 4ª edição. O festival tem levado muito longe o nome da freguesia de Ruílhe uma vez que a dinâmica dos jovens associados os levou a participar em diversos concursos e prémios nacionais e internacionais relacionados com, por exemplo, a sustentabilidade ecológica do evento e outros índices de excelência, tendo mesmo obtido boas classificações nacionais, ibéricas além de menções honrosas. O festival tem como organizador a associação RODELLUS, sediada em Ruílhe, e tem sido levado a efeito nas freguesias de Ruílhe e Arentim/Cunha com patrocínio de ambas as autarquias , bem como da Câmara Municipal de Braga e de muitas outras instituições e empresas, locais e regionais.

## Autarquia
A nível político e administrativo a freguesia teve quase sempre um executivo do Partido Socialista, salvo entre 1982/85 quando uma lista independente apoiada pelo PPD e pelo CDS venceu as eleições sem maioria absoluta, Nos restantes mandatos a lista do PS venceu todas as eleições, sendo que apenas no mandato de 2005/2009 não o conseguiu fazer com maioria absoluta. Nas eleições autárquicas de 2017, uma lista da Coligação Juntos por Braga (JPB) venceu as eleições com maioria absoluta.
A seguir apresenta-se uma tabela com os diferentes resultados eleitorais autárquicos para a Assembleia de Freguesia de Ruílhe desde 1976 até 2017.Uma célula vazia significa que a referida lista não se apresentou à eleição.
| LISTA ano | PS  | PSD/JPB | IND | CDU | CDS |
| --------- | --- | ------- | --- | --- | --- |
| 1976      | 213 | 144     |     | 99  |     |
| 1979      | 266 | 129     |     | 153 |     |
| 1982      | 237 |         | 282 | 66  |     |
| 1985      | 399 | 199     |     | 25  |     |
| 1989      | 411 | 152     |     | 65  | 53  |
| 1993      | 458 | 211     |     | 35  | 53  |
| 1997      | 458 | 72      | 144 | 93  |     |
| 2001      | 395 |         |     | 270 |     |
| 2005      | 347 | 287     |     | 147 |     |
| 2009      | 415 | 307     |     | 80  |     |
| 2013      | 367 | 266     |     | 91  |     |
| 2017      | 164 | 426     |     | 91  |     |

## Galeria

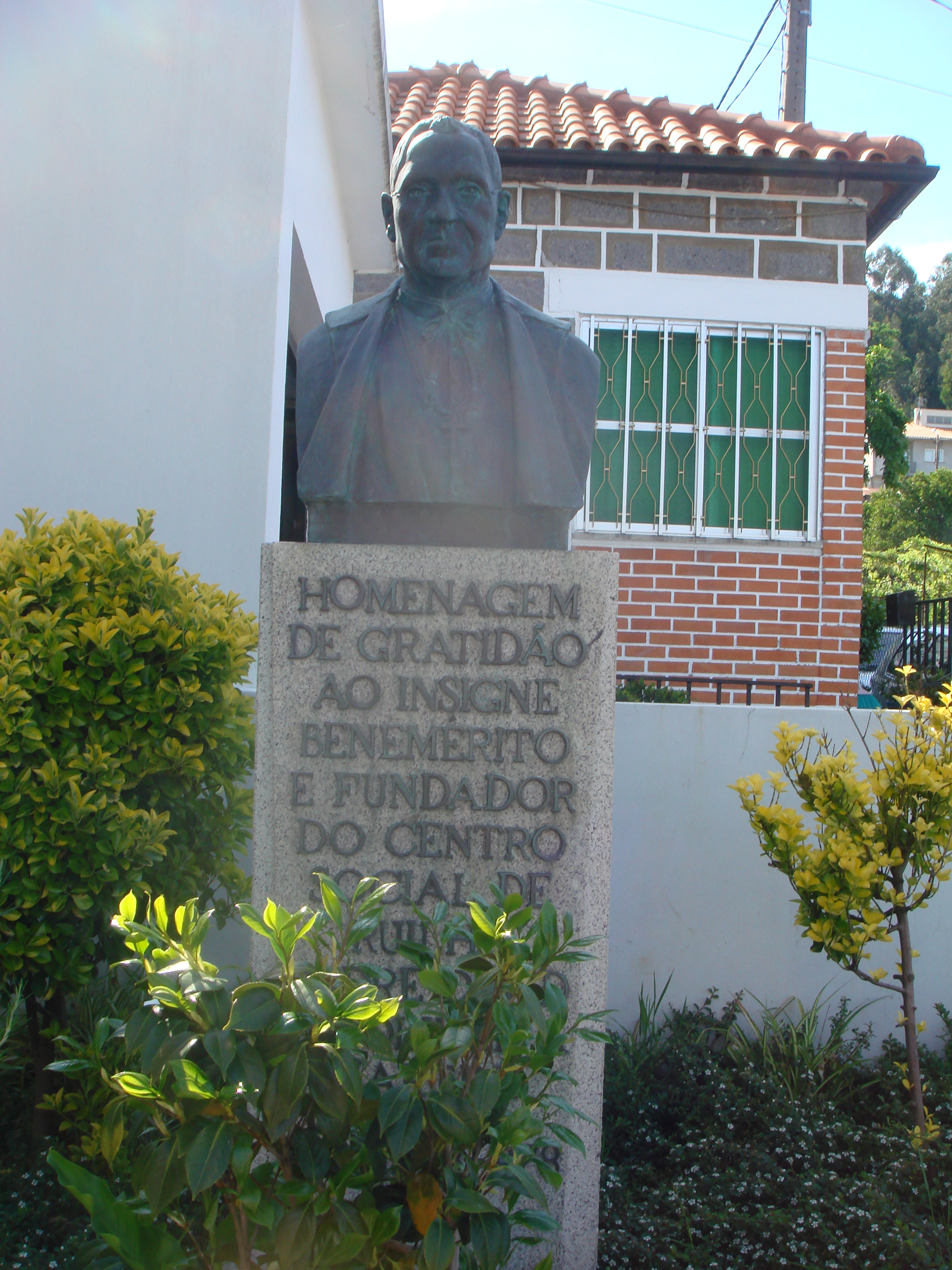
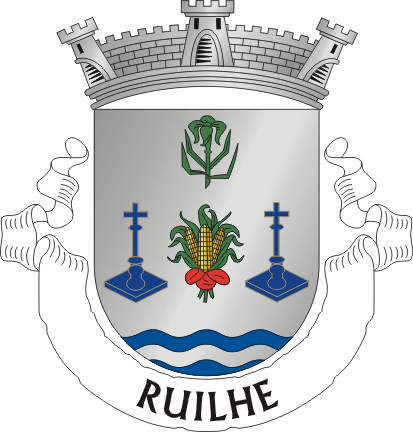